# Blaufarbenwerk Modum

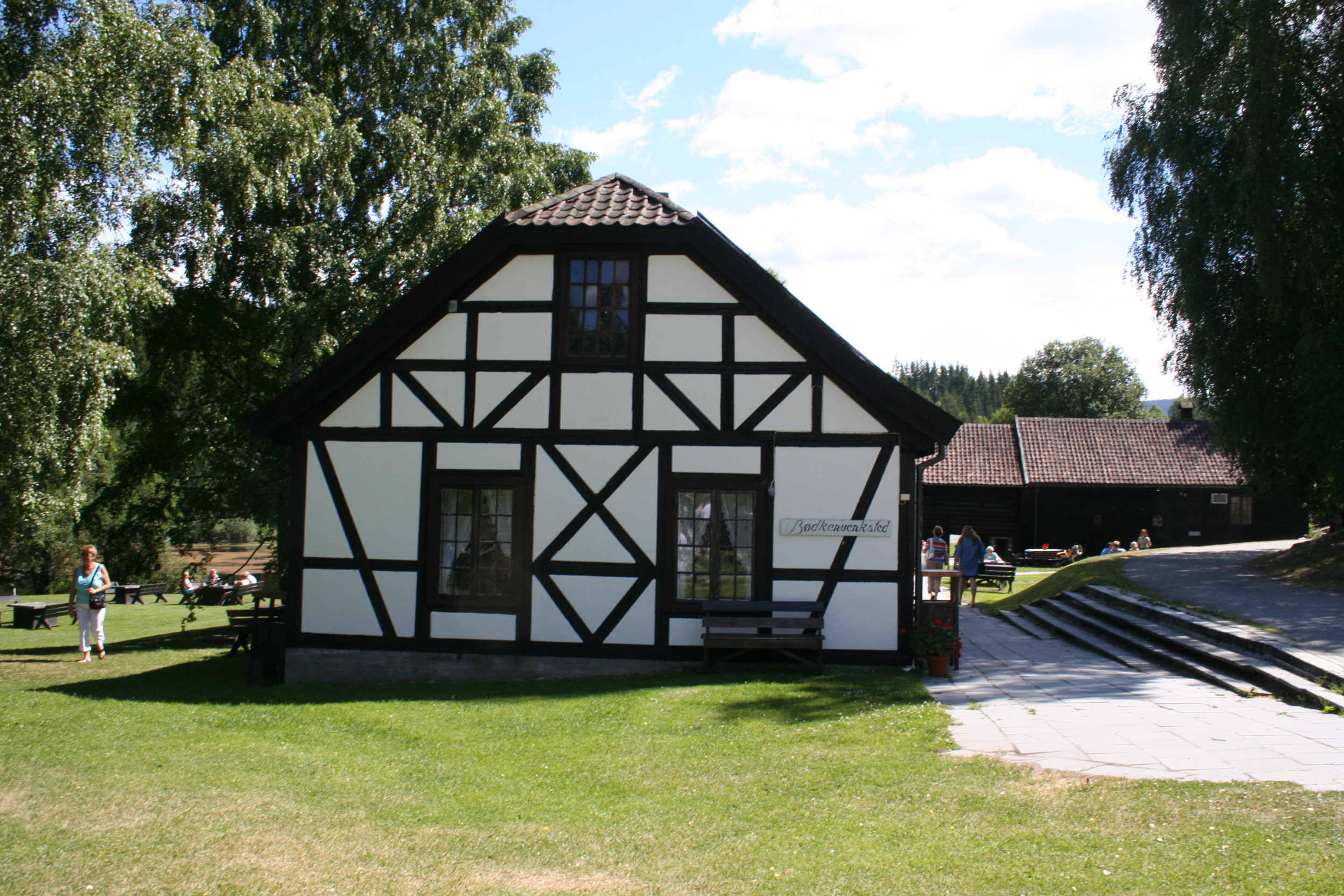
Werkstattgebäude im Jahre 2005

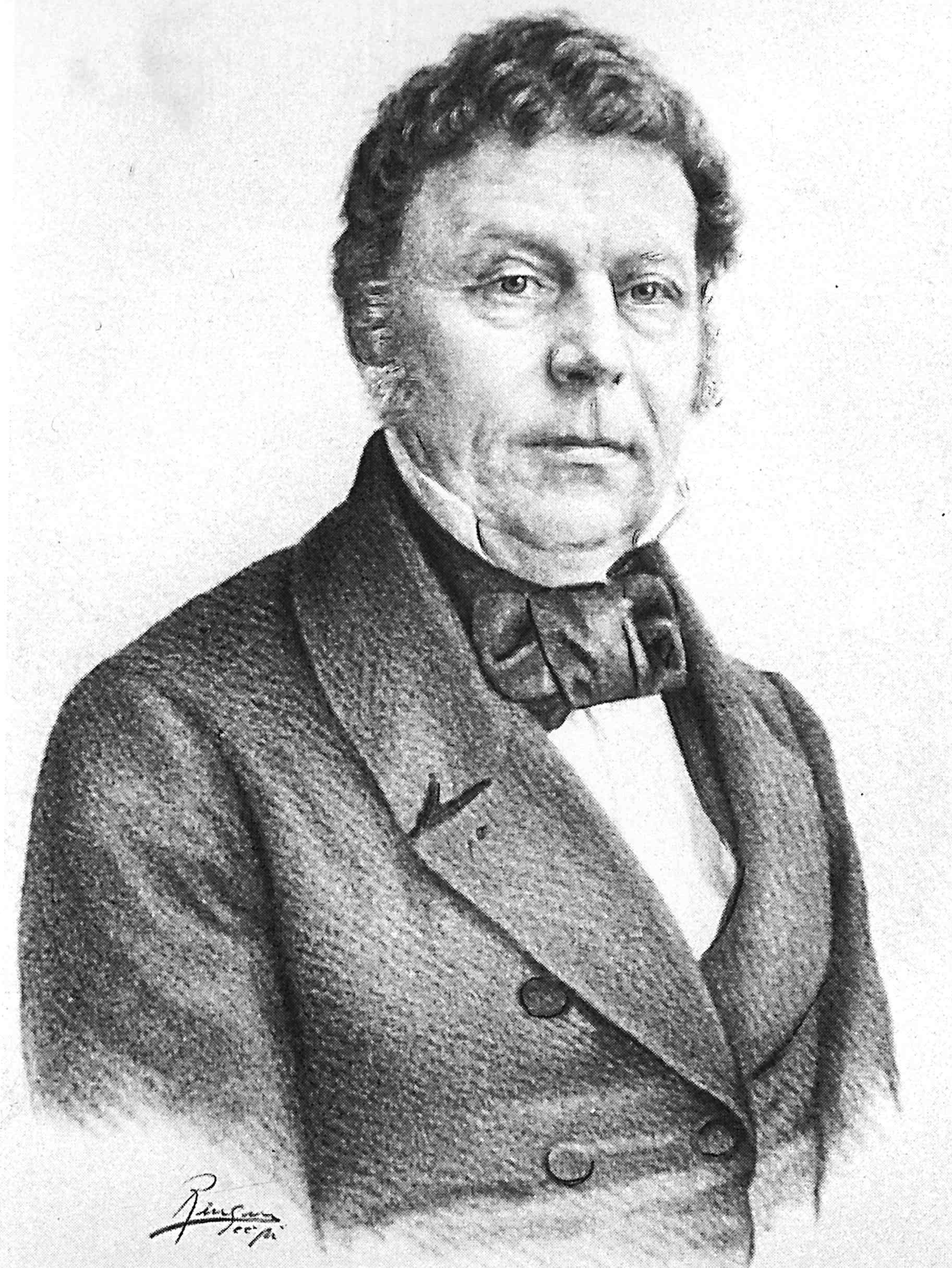
Benjamin Wegner, Generaldirektor und Mitbesitzer des Blaufarbenwerks 1822–1849

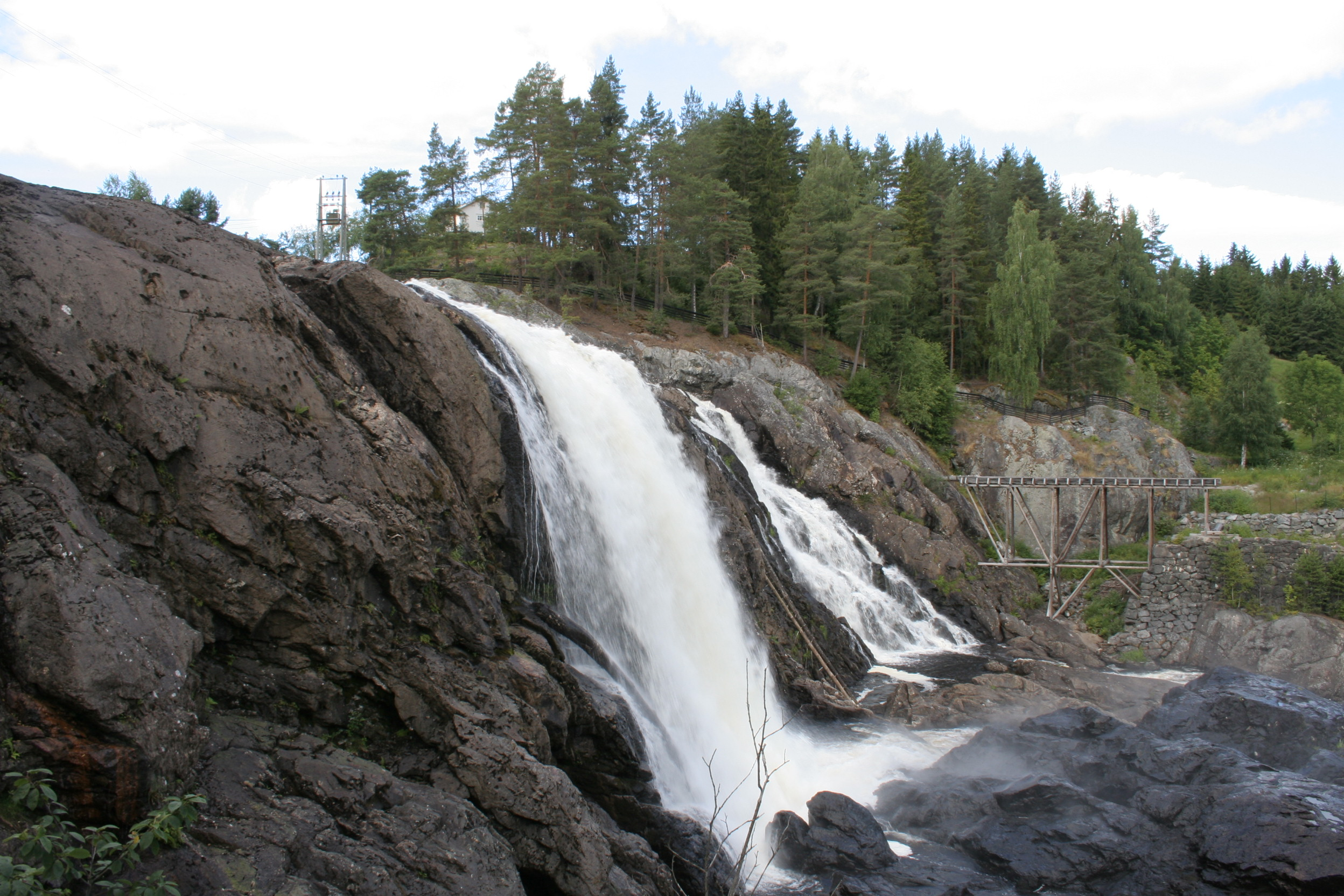
Der Haugfossen (Haug Wasserfall) lieferte die Energie für Mühle und Mörser

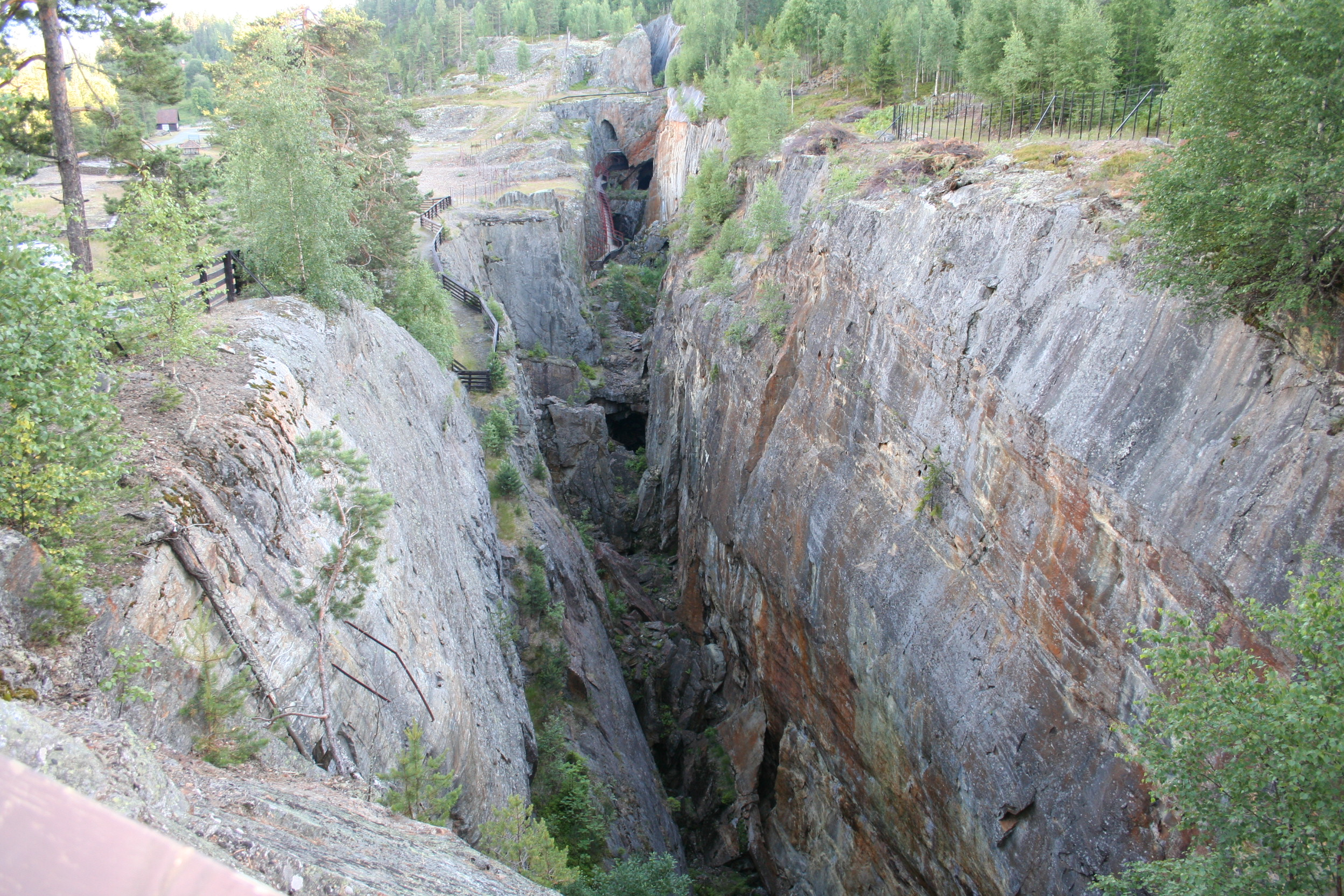
Ehemaliger Tagebau

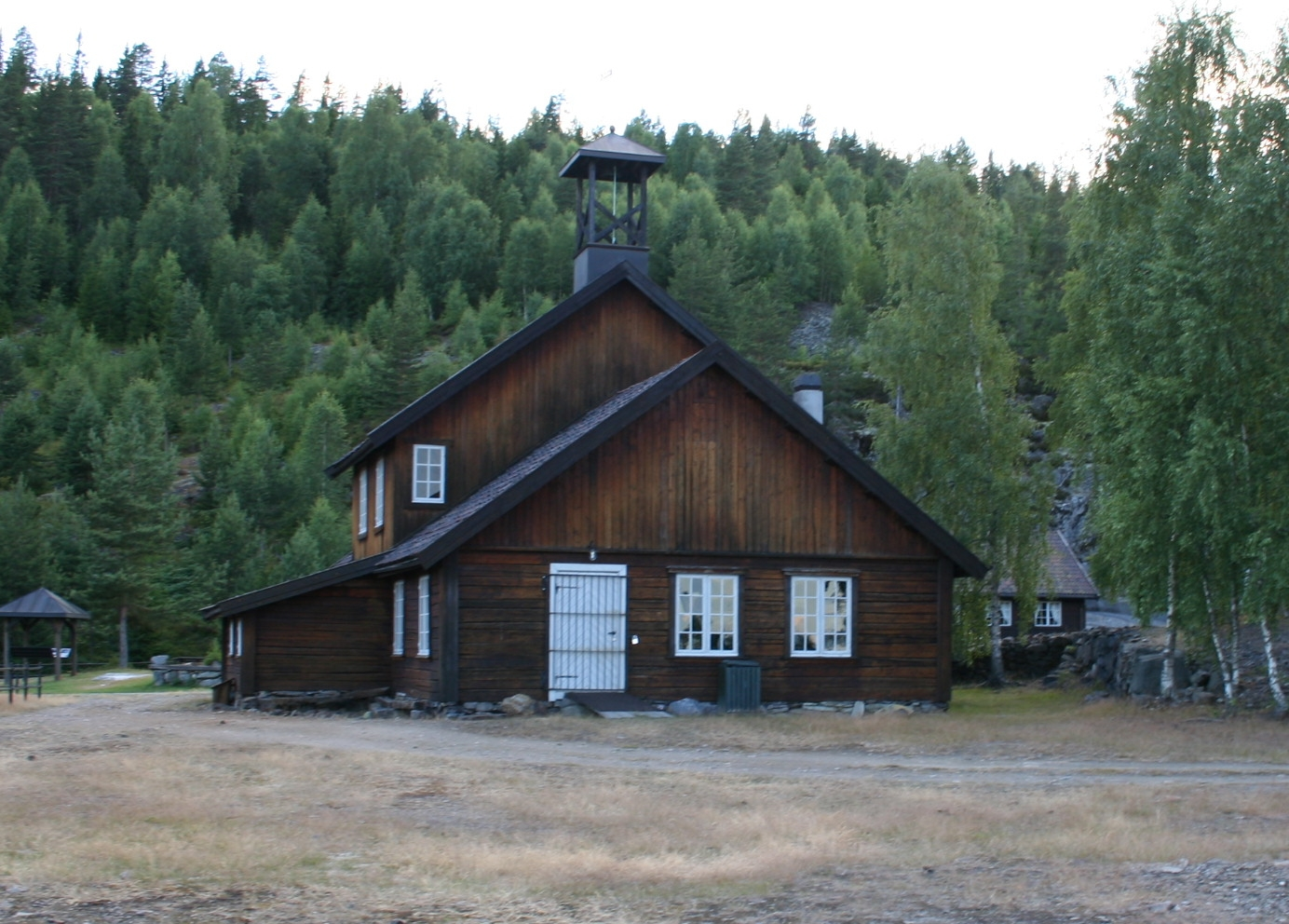
Ehemalige Erzaufbereitung

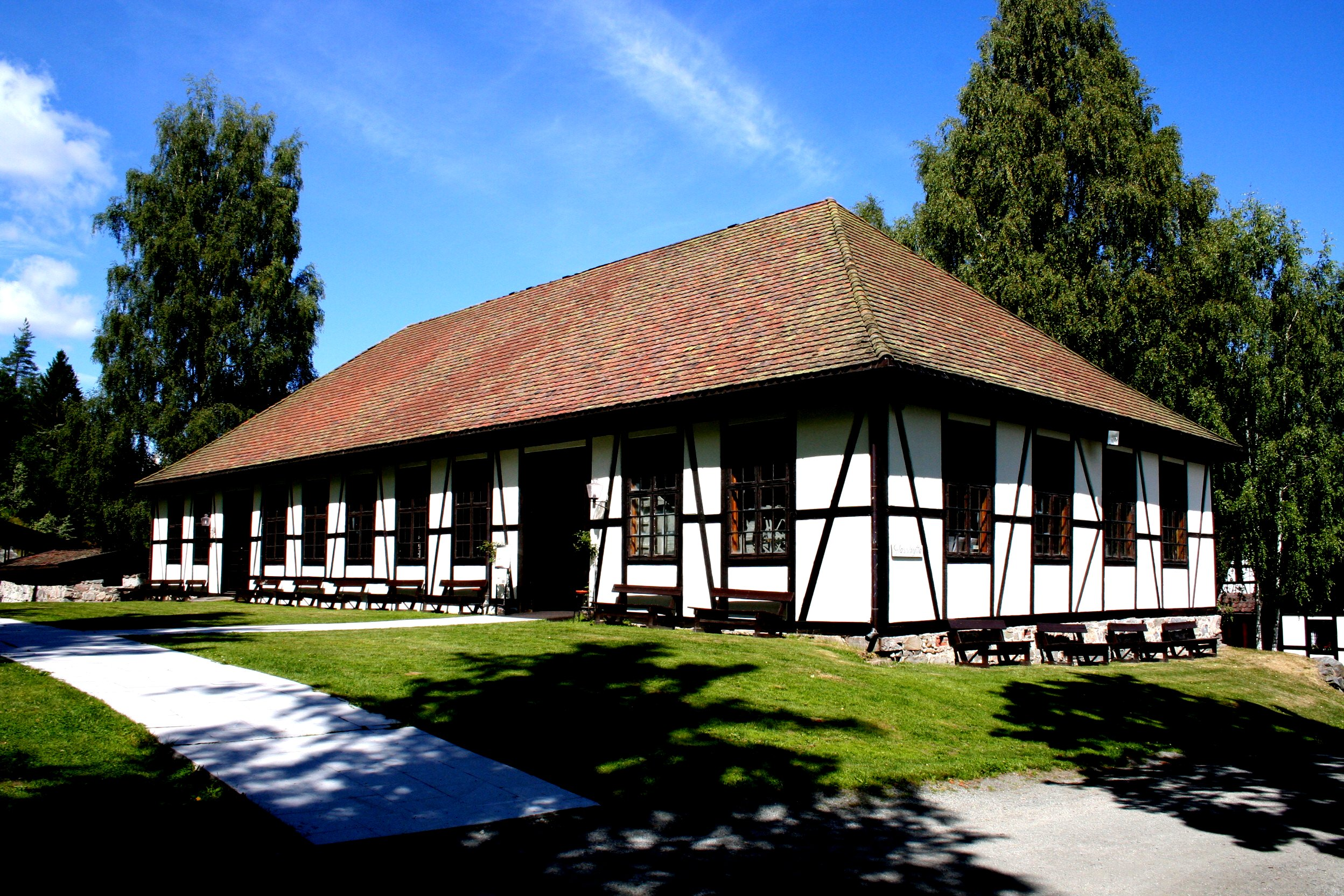
Glashütte des Blaufarbenwerkes

Das Blaufarbenwerk Modum (norwegisch: Modums Blaafarveværk oder kurz Blaafarveværket) wurde 1773 in Modum, Provinz Buskerud, Norwegen, als königliches Werk und Manufaktur errichtet und war der erste große Chemiebetrieb Skandinaviens. Das Werksgelände ist heute Freilichtmuseum und Kunstgalerie und stellt eines der bedeutendsten Kulturdenkmale Norwegens dar.

## Geschichte
1770 entdeckte der Schürfer Ole Vidtloch im Umfeld von Modum eine Cobaltlagerstätte. Vorherrschende Erze waren Skutterudit  und Cobaltit. Im Jahr 1772 begann man mit dem Abbau der Erze. König Christian VII. nahm die Fundstelle in Besitz und bald darauf setzte der Abbau ein. Durch eine königliche Resolution wurde am 1. April 1776 die Errichtung eines Blaufarbenwerkes zur Erzverarbeitung bestimmt. Obwohl das Werk das Monopol (Privilegium exklusivum) zur alleinigen Herstellung von Smalteblau in Dänemark und Norwegen erhielt, lief die Produktion zunächst nur schleppend an. Zur Verbesserung engagierte das königliche Werk 1783 Georg Christian Bernstein als Leiter, der zuvor im Blaufarbenwerk Carlshafen in Hessen tätig war.
Die Produktion des Modumer Werkes belief sich 1791 auf 2.281 Zentner Blaufarbe, ein Jahr später wurden 2.817 Zentner hergestellt. Die Produkte wurden weltweit exportiert, unter anderem schon 1788 nach China und Japan. Als Folge der Napoleonischen Kriege ging die Produktion 1814 auf 566 Zentner zurück, konnte bis 1819 aber wieder schrittweise auf 2.200 Zentner gesteigert werden. 1820 beschäftigte das Werk 34 Arbeiter, in den dazugehörigen Gruben arbeiteten 25 Mann. 1822 wurde nahe dem bestehenden Werk in Snarum ein weiteres Werk (Blaufarbenwerk Snarum) errichtet. Um die Produktion des Modumer Werkes weiter zu steigern, erfolgte 1823 die Umwandlung in eine Aktiengesellschaft. Der Berliner Bankier Wilhelm Christian Benecke und der aus Ostpreußen stammende Industrielle Benjamin Wegner übernahmen das Werk. Die Produktion konnte in den folgenden Jahren mit dem Zufluss von neuem Kapital nochmals deutlich gesteigert werden. Unter Wegner, dem neuen Direktor, erlebte das Werk seine Blütezeit. Zeitweise war es das größte Industrieunternehmen Norwegens. 1827 arbeiteten allein in den Gruben und Pochwerken des Werkes etwa 500 Arbeiter. 1840 waren es bereits ca. 1.200 Mann, darunter waren allein ca. 100 Arbeiter mit der Verarbeitung von ca. 30.000 Tonnen Erz in 8 Pochwerken mit 78 Pochstempeln beschäftigt. Die Produktion belief sich 1838/39 auf 3.451 Zentner verschiedener Blaufarben. Modum hatte sich zum wichtigsten Industriestandort Norwegens entwickelt. Wegner steigerte jedoch nicht nur den Absatz, sondern führte auch umfassende sozialpolitische Reformen zum Vorteil der Arbeiter ein, sodass er als Ahnherr des norwegischen Wohlfahrtsstaates gilt.
1848 ging das Werk in Konkurs, ein Jahr später wurde es von der englischen Firma „Goodhall & Reeves“ erworben. 1855 ging es in den Besitz der sächsischen Blaufarben- und Nickelhütte Niederpfannenstiel über. 1857 stellte man die Blaufarbenproduktion ein. In den 1930er Jahren wurden Teile der weitläufigen Anlage abgerissen; gleichzeitig begannen Restaurierungsarbeiten an den Restgebäuden. Ende der 1960er Jahre sollte das Areal nochmals industriell genutzt werden, nach Protesten wurden die Ausbauplanungen aber nicht umgesetzt. In den folgenden Jahren begann die schrittweise Restaurierung der Anlagen und ihre touristische Inwertsetzung.

## Heutige Nutzung
Das Werk stellt eines der bedeutendsten Kulturdenkmale Norwegens dar und wird seit 1993 als Freilichtmuseum genutzt. Es ist heute gleichermaßen Touristenattraktion wie Kunstgalerie. Im sozialhistorischen Museum wird das Leben der Werksarbeiter gezeigt, im Herrenhof Nyfossum sind Interieur und Kunst zu sehen. Auch die Kobaltgruben können besichtigt werden. Dem Maler Theodor Kittelsen (1857–1914) ist ein Museum gewidmet. Die Gegend heißt auch Kunstnerdalen (Künstlertal), da sie viele romantische Künstler angezogen hat. Sie diente vielen norwegischen und ausländischen Künstlern als Motiv, unter anderem für Theodor Kittelsens Illustrationen norwegischer Märchen. Auch die historische Bahnstrecke Krøderbanen gehört zu den Attraktionen im Künstlertal.